# François Baillairgé
Pour les articles homonymes, voir Baillairgé.
François Baillairgé (21 janvier 1759 – 15 septembre 1830) est un architecte, de même qu'un peintre et un sculpteur québécois.

## Biographie
Fils de Jean Baillairgé et Marie-Louise Parent, François commence son apprentissage dans l'atelier de son père à l'âge de 14 ans. Là, il étudie et exerce l'ébénisterie, la sculpture et l'architecture. Son frère, Pierre-Florent, est également sculpteur et un associé dans l'affaire. François étudie aussi au Petit Séminaire de Québec.
Milicien, il combat l'invasion américaine de 1775 aux côtés de son père. Il part étudier à Paris pendant trois ans, revenant au Bas-Canada en 1781. Son entraînement à Paris, quoique non complété, lui donne une bonne base en peinture, en sculpture et en architecture.
Il débute comme sculpteur dans l'atelier de son père qu'il quitte bientôt pour se consacrer davantage à la peinture. Une bonne partie de son œuvre était dans le champ de la peinture et il était très productif bien qu'il n'ait pas atteint le niveau de succès qu'il espérait. Il démontre par ailleurs un haut niveau d'excellence en tant que sculpteur sur bois dans des projets architecturaux en travaillant dans l'atelier de son père. Ses champs d'activité sont variés, production de meubles, fresques d'appartement, armoires peintes, enseignes, figures de proue, décors de théâtre, etc.
En 1787, il épouse Josephte Boutin de qui il aura 6 enfants, dont seul Thomas survit.
En 1815, il fait entrer son fils, Thomas, dans l'affaire familiale et ils produisent ensemble quelques œuvres substantielles. François dessine également plusieurs plans d'architecture pour divers clients. En 1812, il est nommé Trésorier des Chemins de la ville de Québec. Il cède graduellement les travaux de sculpture et d'architecture à Thomas. Il meurt le 15 septembre 1830.
En tant qu'architecte, on doit à François Baillairgé quelques réalisations et intérieurs comme des décors architecturaux d'église, notamment celle de l'Islet, Notre-Dame-des-Victoires de Québec qu'il restaure, la basilique-cathédrale Notre-Dame de Québec dont il réalise la façade, la brasserie de Beauport, le palais de justice de Québec (détruit en 1873), la prison de Québec (aujourd'hui le Morrin Centre) et celle de Trois-Rivières, la première église de Saint-Roch, et quelques maisons, dont la sienne sur la rue Ferland à Québec.
Le fonds d'archives de la famille Baillairgé est conservé au centre d'archives de Trois-Rivières des Bibliothèque et Archives nationales du Québec. François Baillairgé est une des figures dominantes au Québec de son époque, bien que peu de ses œuvres existent encore.

## Galerie

Saint Ambroise, vers 1815
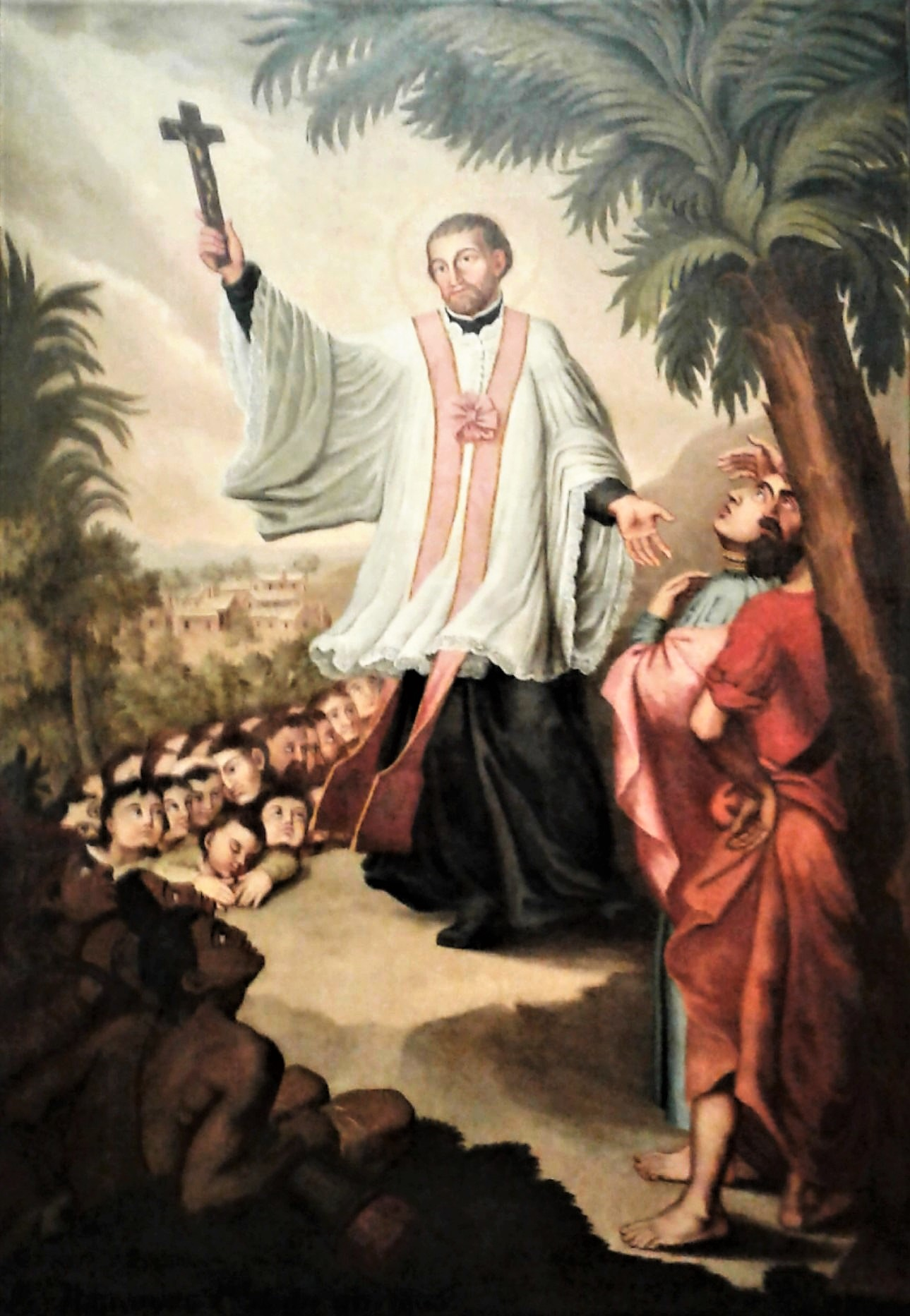
Saint François Xavier prêchant aux Indes, 1805
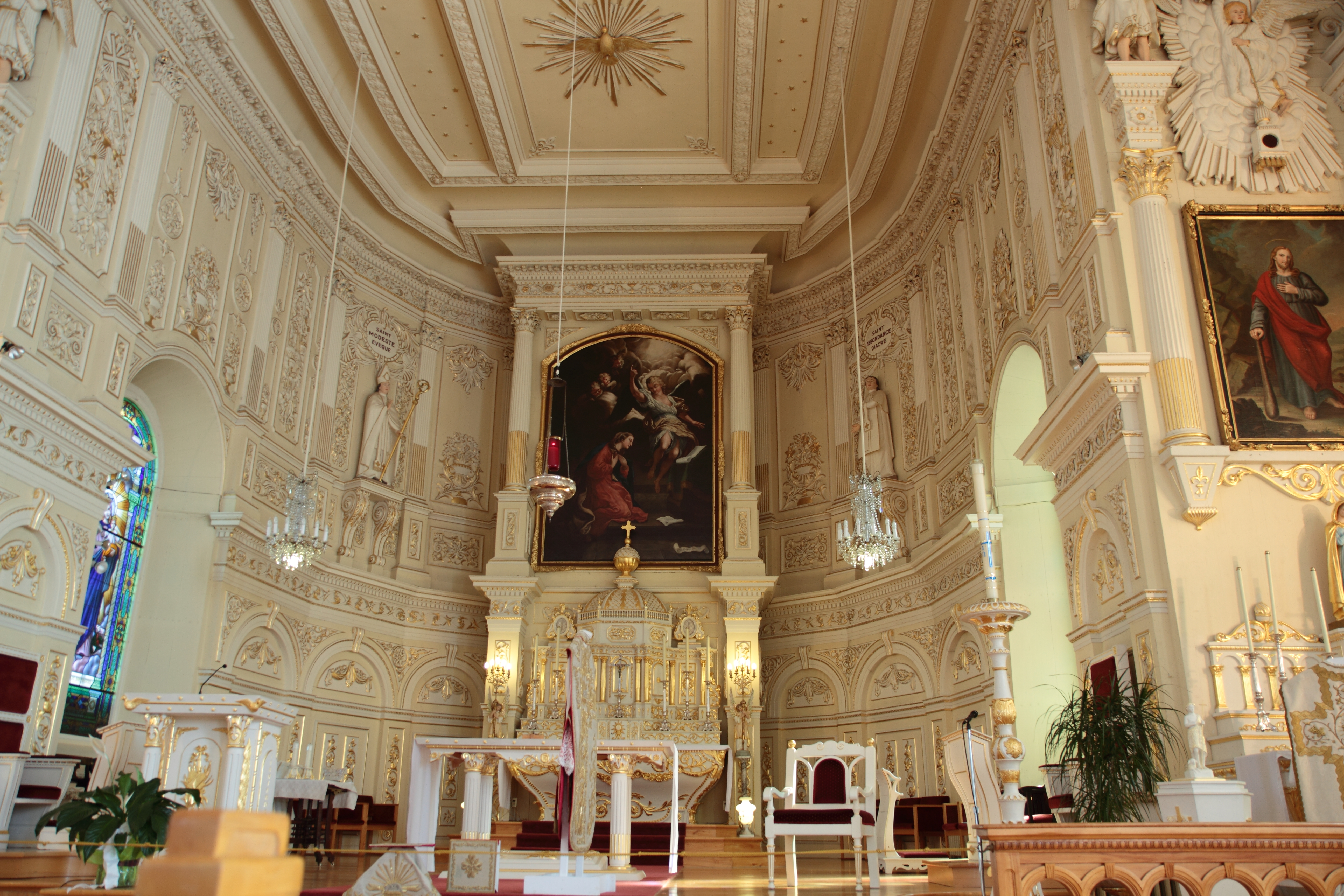
Intérieur de l'église Notre-Dame-de-Bonsecours à l'Islet
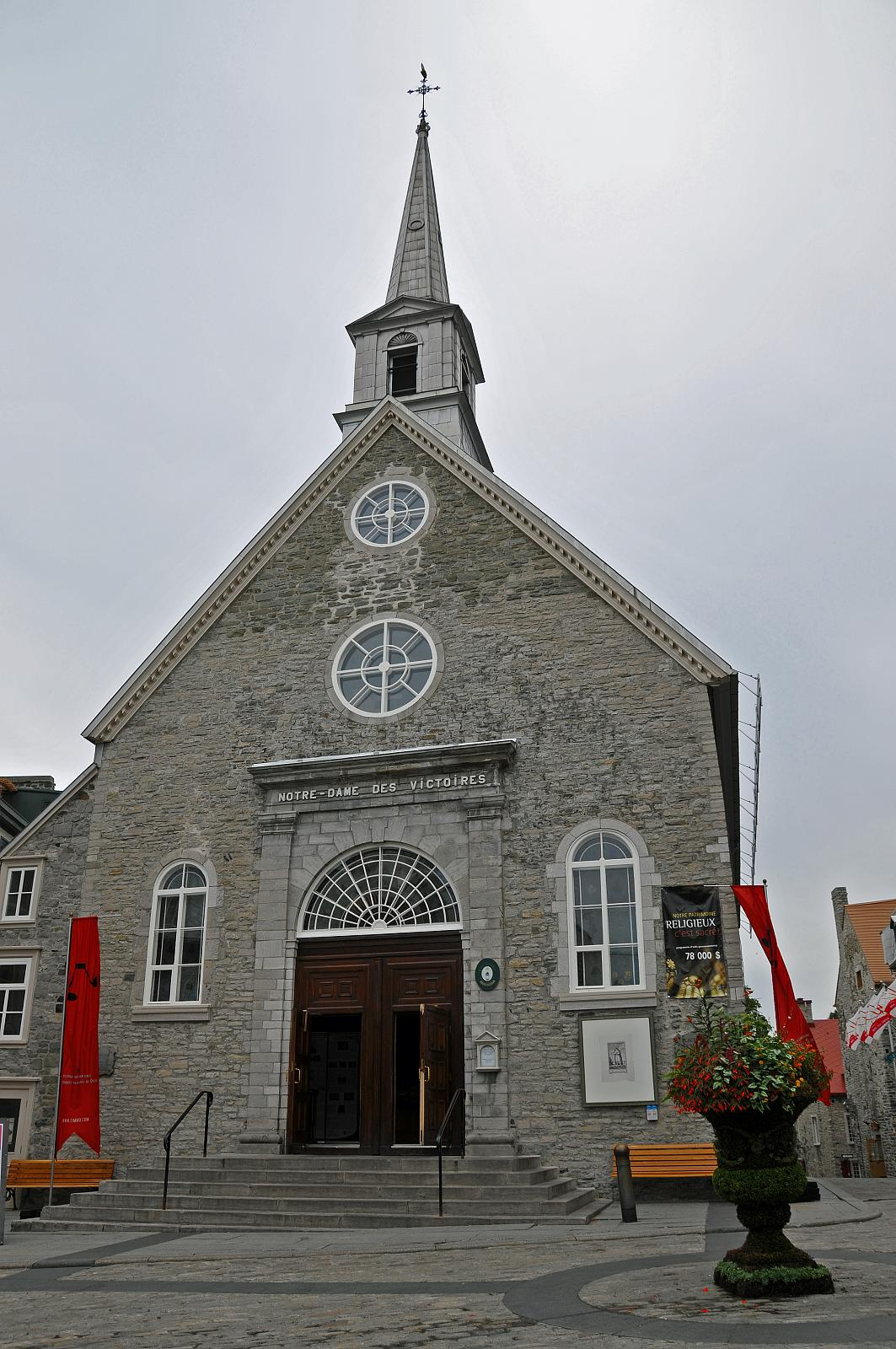
Notre-Dame-des-Victoires à Québec
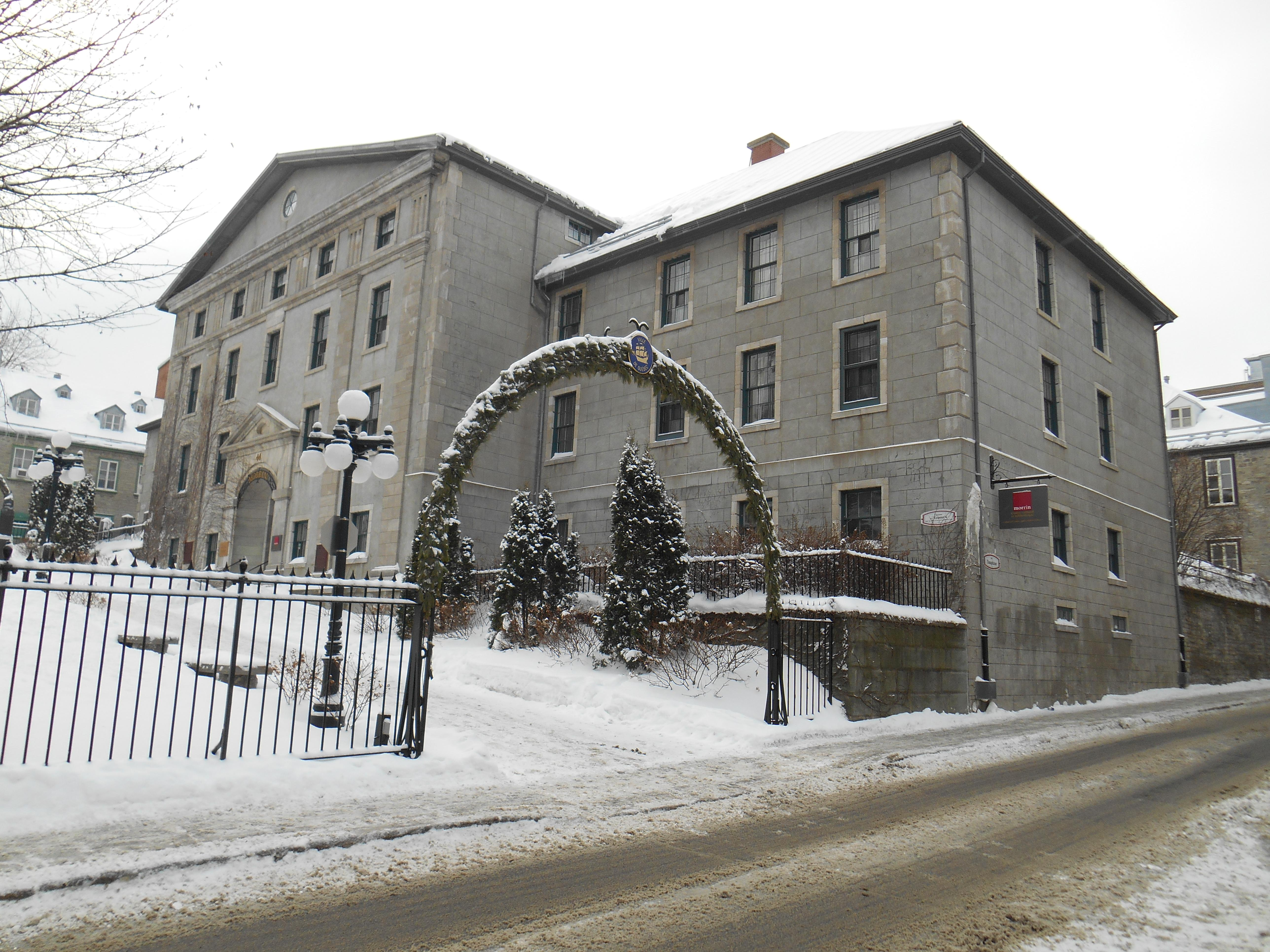
Le Morrin Centre